# جیجاق پس‌سرسفید
جیجاق پس‌سرسفید (نام علمی: Cyanocorax cyanopogon) نام یک گونه از سرده جیجاق‌های کاکلی است.